# Skidträsket (Arvidsjaurs socken, Lappland, 727870-163800)
Skidträsket är en sjö i Arvidsjaurs kommun i Lappland och ingår i Byskeälvens huvudavrinningsområde. Sjön har en area på 0,801 kvadratkilometer och ligger 425,9 meter över havet.

## Delavrinningsområde
Skidträsket ingår i det delavrinningsområde (727817-163818) som SMHI kallar för Utloppet av Skidträsket. Medelhöjden är 432 meter över havet och ytan är 3,08 kvadratkilometer. Räknas de 11 avrinningsområdena uppströms in blir den ackumulerade arean 89,64 kvadratkilometer. Garneälven som avvattnar avrinningsområdet har biflödesordning 3, vilket innebär att vattnet flödar genom totalt 3 vattendrag innan det når havet efter 175 kilometer. Avrinningsområdet består mestadels av skog (73 procent). Avrinningsområdet har 0,8 kvadratkilometer vattenytor vilket ger det en sjöprocent på 25,9 procent.